# Sergei Michailowitsch Solowjow

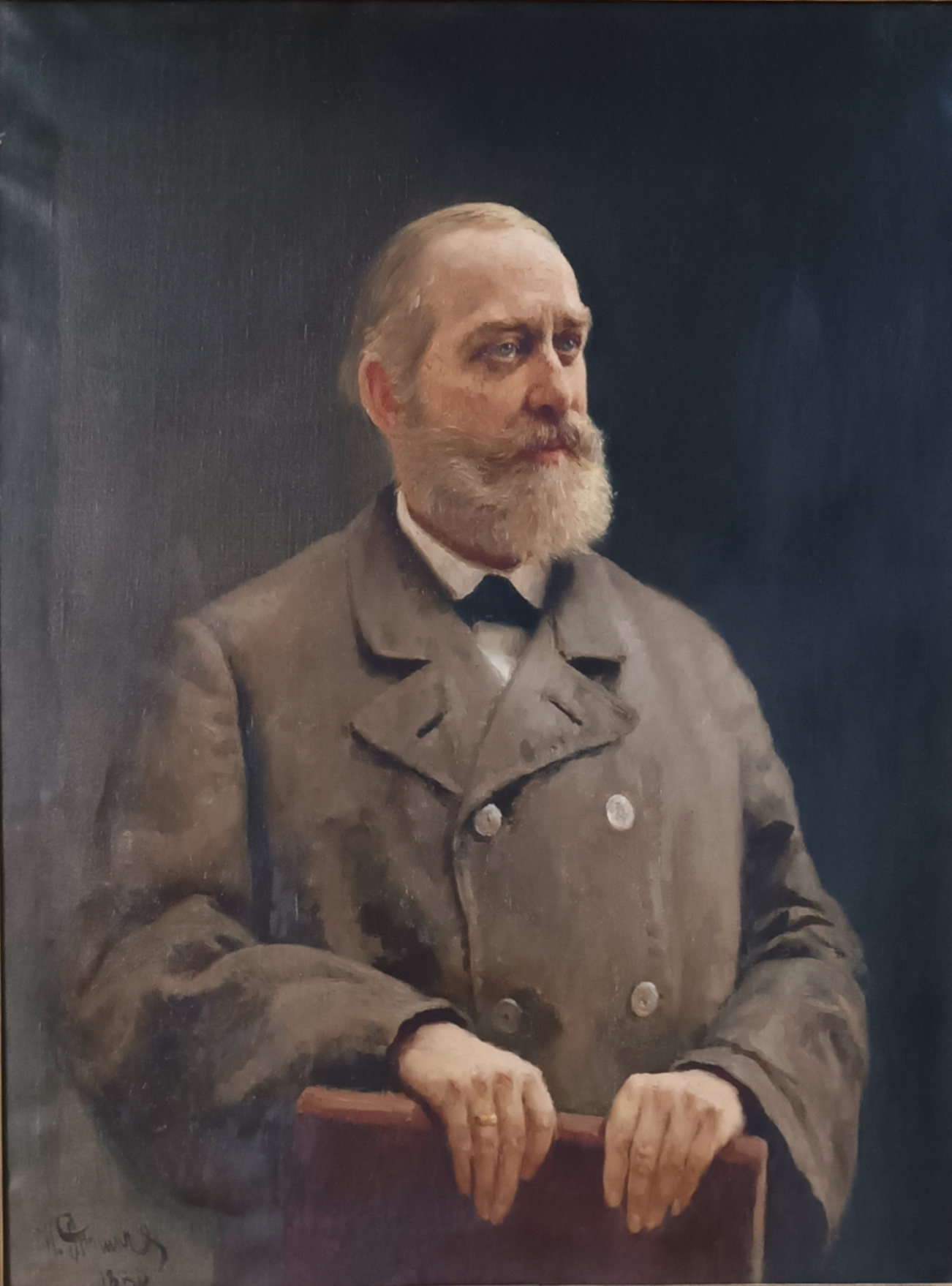
Porträt von Sergei Michailowitsch Solowjow, 1880

Sergei Michailowitsch Solowjow (russisch Сергей Михайлович Соловьёв, wiss. Transliteration Sergej Michajlovič Solov'ëv; * 5. Maijul. / 17. Mai 1820greg. in Moskau; † 4. Oktoberjul. / 16. Oktober 1879greg. ebenda) war ein russischer Historiker.

## Leben
Er studierte in Moskau und verbrachte als Hauslehrer beim Grafen Stroganow die Jahre 1842–1844 im Ausland, hauptsächlich in Paris. Nachdem er mit seiner Schrift „Über die Beziehungen Nowgorods zu den Großfürsten“, die Magisterwürde und mit „Die Geschichte der Beziehungen zwischen den Fürsten des Rurikschen Geschlechts“, den Doktorgrad erlangt hatte, hielt er Vorlesungen über Geschichte an der Moskauer Universität, wurde im Jahre 1855 Dekan der philosophischen Fakultät und 1871 Rektor der Universität. Seit 1872 war er ordentliches Mitglied der Russischen Akademie der Wissenschaften.

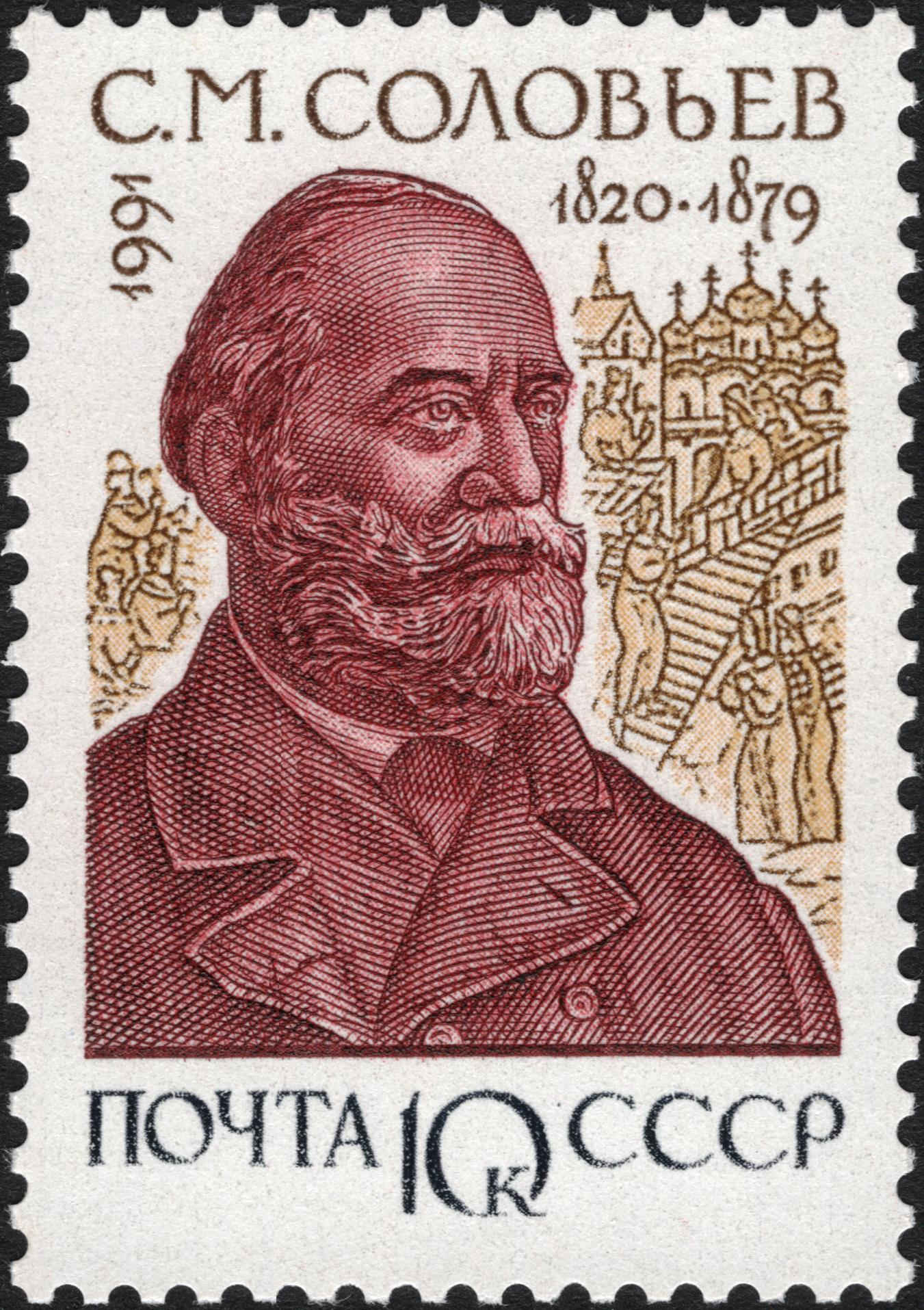
S. M. Solowjow auf einer sowjetischen Briefmarke (1991)

Daneben unterrichtete er die Großfürsten in Petersburg in Geschichte und versah das Amt eines Direktors der Antiquitätensammlung im Kreml. Als der Volksbildungsminister Dmitri Tolstoi das freisinnige Universitätsstatut abschaffen wollte, geriet Solowjow in Streit mit den Behörden und forderte 1877 seine Entlassung, die er auch erhielt. Er starb am 4. Oktober 1879 in Moskau.
Er war der Vater des symbolistischen Dichters und Philosophen Wladimir Solowjow.

## Werke (Auswahl)
Außer zahlreichen Aufsätzen über Geschichtswissenschaft und russische Geschichte in periodischen Zeitschriften sind hier zu nennen:
- Historische Briefe (1858–59)
- Schlözer und die antihistorische Richtung
- Die Geschichte des Falles von Polen (1863; deutsch von Spörer, Gotha 1865)
- Kaiser Alexander I., Politik und Diplomatie (1877)
- Lehrbuch der russischen Geschichte (7. Auflage 1879)
- Populäre Vorlesungen über russische Geschichte (1874)
- Kursus der neuen Geschichte
- Politisch-diplomatische Geschichte Alexanders I. (1877)
- Russische Geschichte von den ältesten Zeiten[1] (1851–80, Bd. 1–29, bis 1774 reichend).